# Thông Pà Cò
Thông Pà Cò hay còn gọi là Thông Quảng Đông (danh pháp hai phần: Pinus kwangtungensis) là một loài cây thuộc chi Thông (danh pháp khoa học: Pinus), họ Thông (Pinaceae).

## Mô tả
Cây gỗ to, cao đến hơn 25 m, đường kính thân 50–70 cm, thường xanh, có chồi đông với các vảy chồi màu nâu nhạt. Lá mọc 5 chiếc một ở đầu cành ngắn và các cành ngắn này lại mọc chụm trên đầu cành dài. Lá hơi cong, dài 4 – 7 cm, rộng 1 - 1,2mm, mặt cắt ngang hình 3 cạnh, mép có răng cưa.
Nón cái mọc đơn độc, hình trứng, khi chín hơi nằm ngang hay dựng đứng dài 6 – 7 cm, đường kính 4,5 - 5,5 cm; gồm 20 - 35 vảy, hình trứng ngược, dài 2,5 cm, rộng 1,5 cm, mái vảy gần hình thoi, có rốn ở giữa mái. Hạt hình bầu dục, dài 10 - 12mm, rộng 5 - 6mm, mang một cánh mỏng dài 2 cm, rộng 8mm ở đỉnh. So với thông năm lá Đà Lạt (Pinus dalatensis) thì lá và nón cái của loài này ngắn hơn.

## Sinh học
Rất ít khi gặp cây mẹ và hoàn toàn không gặp cây con (chưa rõ nguyên nhân).

## Nơi sống và sinh thái
Mọc thành các dải rừng hẹp thuần loại trên các đường đỉnh và đỉnh núi và đá vôi, ở độ cao khoảng 1.200 - 1.400 m. Dưới tán thông Pà Cò là tầng cây gỗ nhỏ với các loài ưu thế Platycarya longipes (họ Hồ đào - Juglandaceae) và tầng cây bụi với các loài thông tre lá ngắn - Podocarpus pilgeri (họ Kim giao - Podocarpaceae), các loài sơn trâm (Vaccinium spp.) và các loài đỗ quyên (Rhododendron spp.) (họ Đỗ quyên - Ericaceae) v.v. Tầng dưới với một số loài thuộc ngành Dương xỉ (Polypodiophyta) và các loài cói túi - Carex spp. (họ Cói - Cyperaceae),.. còn trên bề mặt đá bám dày đặc rêu và địa y và ở sườn núi đá vôi thường hỗn giao với một số loài cây lá rộng nhiệt đới thành rừng rậm thường xanh trên núi đá vôi.

## Phân bố
- Việt Nam: Cao Bằng (xã Đức Hồng huyện Trùng Khánh), Hòa Bình (xã Pà Cò huyện Mai Châu), Đắc Lắc (Vườn quốc gia Chư Yang Sin).
- Thế giới: Quảng Đông, Trung Quốc.

## Giá trị
Cây cho gỗ xây dựng tốt. Ngoài ra, nhựa dầu có thể dùng để gắn.

## Tình trạng
Sắp nguy cấp. Do một mặt nơi phân bố rất hẹp, môi trường sống rất hạn chế, số lượng cá thể ít và chưa thấy tái sinh. Mặt khác bị chặt để lấy gỗ và củi (nhất là ở Cao Bằng) nên sắp bị đe dọa tuyệt chủng. Mức độ đe doạ: Bậc V.

## Đề nghị biện pháp bảo vệ
Bảo vệ nguyên vẹn trong khu rừng trên núi đá vôi hiện còn ở Pà Cò. Cần nghiên cứu trồng thử trong ranh giới khu phân bố tự nhiên.